# クライヴ・メリソン
クライヴ・メリソン(Clive Merrison 1945年9月15日 - )は、ウェールズのテンビー(Tenby)出身の映画･TV･舞台およびラジオで活動するウェールズ人俳優である。彼はローズ・ブルフォード・カレッジ(Rose Bruford College)にて演技を習得した。

## TV
彼は多数のTV番組に登場している。『ドクター・フー』シーズン5(1967年)｢ザ・トゥーム・オブ・ザ・サイバーメン｣(The Tomb of the Cybermen)とシーズン24(1987年)｢パラダイス・タワーズ｣(Paradise Towers)に脇役として二度の出演を果たした。また彼は『ドロップ・ザ・デッド・ドンキィ』(Drop the Dead Donkey)、『イエス、プライム・ミニスター』(Yes, Prime Minister)、『刑事フォイル』(Foyle's War)、そして『ザ・トゥモロゥ・ピープル』(The Tomorrow People)にも登場した。

## 舞台
彼はロイヤル・シェイクスピア・カンパニーのメンバーであり、 ストラトフォード・アポン・エイヴォンにあるロイヤル・シェイクスピア・シアターの一団と共に舞台に立っていた。

## 映画
メリソンはピーター・ジャクソン監督の1994年の映画『乙女の祈り』でケイト・ウィンズレットの父親役で出演し、そして最近ではアラン・ベネットの『ザ・ヒストリー・ボーイズ』にて伝統主義者の校長フェリックスを演じた。また、彼は1982年のクリント・イーストウッドの活劇映画『ファイアフォックス』にも登場している。

## シャーロック・ホームズ・オン・レイディオ
彼はラジオでシャーロック・ホームズの主役を務め、ワトスン博士役のマイケル・ウィリアムズ(Michael Williams)と1989年11月5日から1998年7月5日まで、および後任のアンドリュー・サックス(Andrew Sachs)とは、バート・コールズが脚本を担当したパスティーシュシリーズ『ザ・ファーザー・アドヴェンチュアーズ・オブ・シャーロック・ホームズ』(The Further Adventures of Sherlock Holmes)の、2002年の最初のシリーズ、2004年の2番目、そして2009年冬期に放送される3番目のシリーズにて共演している。彼は、この名探偵が関わるアーサー・コナン・ドイルによる全ての短編と長編の翻案作品でホームズを演じた唯一の俳優である。